# Piotr Władysław Boglewski
Piotr Władysław Boglewski herbu Jelita – stolnik czerski od 1698 roku, cześnik czerski w 1685 roku.
Poseł ziemi czerskiej na sejm 1690 roku. Jako deputat podpisał pacta conventa Augusta II Mocnego. Był marszałkiem ziemi czerskiej w konfederacji warszawskiej 1704 roku. W 1705 roku potwierdził pacta conventa Stanisława Leszczyńskiego.